# Bistum Santo André
Das Bistum Santo André (lateinisch Dioecesis Sancti Andreae in Brasilia, portugiesisch Diocese de Santo André) ist eine in Brasilien gelegene römisch-katholische Diözese mit Sitz in Santo André im Bundesstaat São Paulo. 

## Geschichte
Das Bistum Santo André wurde am 18. Juli 1954 durch Papst Pius XII. aus Gebietsabtretungen des Erzbistums São Paulo errichtet und diesem als Suffraganbistum unterstellt.

## Bischöfe von Santo André
- Jorge Marcos de Oliveira, 1954–1975
- Cláudio Hummes OFM, 1975–1996, dann Erzbischof von Fortaleza
- Décio Pereira, 1997–2003
- José Nelson Westrupp SCI, 2003–2015
- Pedro Carlos Cipolini, seit 2015